# Philharmonie de Paris
La Philharmonie de Paris è un auditorium con sale da concerto da 2.400 posti, ubicato nel Parc de la Villette di Parigi. La sua costruzione è stata intesa come completamento, a distanza di venti anni, del complesso della Cité de la Musique. Il complesso sorge nel 19º arrondissement di Parigi, in un'area delimitata da boulevard Sérurier a est e avenue Jean-Jaurès a sud.
Messo a concorso nel 2007, il progetto della Philharmonie è stato portato a termine nel 2014, con apertura ufficiale al pubblico avvenuta il 15 gennaio 2015.

## Progetto
Dedicata soprattutto alla musica sinfonica, la Filarmonica di Parigi è progettata per ospitare anche altre forme di musica colta, come il jazz e la world music.
Il progetto fu annunciato il 6 marzo 2006 dal ministro della cultura e della comunicazione, Renaud Donnedieu de Vabres, dal sindaco di Parigi, Bertrand Delanoë, e dal direttore della Città della musica e della storica Salle Pleyel, Laurent Bayle, nel corso di una conferenza stampa alla riapertura della Salle Pleyel, ora collegata con la Cité de la musique.
Dal punto di vista acustico, il progetto intende avvolgere le sedute dell'uditorio intorno al palco, seguendo il modello pionieristico sperimentato dalla Berlin Philharmonie, allo scopo di intensificare la sensazione di vicinanza tra ascoltatori e musicisti, nello stile denominato stile vigneto.
L'edificio intende offrire una sistemazione stabile e uffici amministrativi a varie orchestre (tra cui la Orchestre de Paris), a un centro educativo, a spazi di esibizione, a un ristorante, oltre a varie infrastrutture tecniche e logistiche e a un parcheggio per autoveicoli.
Il progetto prevedeva un costo di realizzazione di 170 milioni di euro, da dividersi tra il governo nazionale (45 per cento), la Città di Parigi (45 per cento), e la Région Île-de-France (10 per cento). In realtà, il costo finale si aggira intorno ai 381 milioni di euro.
La progettazione è stata affidata all'architetto Jean Nouvel, che nel 2007 vinse il concorso nazionale.